# Трово
Трово (итал. Trovo) је насеље у Италији у округу Павија, региону Ломбардија.
Према процени из 2011. у насељу је живело 879 становника. Насеље се налази на надморској висини од 96 м.

## Становништво
Према резултатима пописа становништва 2011. у општини је живело 1.023 становника.
| 1931. | 1936. | 1951. | 1961. | 1971. | 1981. | 1991. | 2001. | 2011. |
| ----- | ----- | ----- | ----- | ----- | ----- | ----- | ----- | ----- |
| 859   | 846   | 847   | 674   | 541   | 555   | 561   | 647   | 1.023 |